# 대한민국 제2대 대통령 선거 조선민주당 후보 선출
1952년 대한민국 정·부통령 선거 조선민주당 후보 선출은 1952년 7월 13일 조선민주당이 이승만 대통령을 제2대 대통령 후보로, 이윤영 무임소 장관을 제3대 부통령 후보로 추대한 것을 말한다.

## 배경
1952년 7월 4일, 이승만 대통령의 공권력을 동원한 압박 속에 국회는 대통령 직선제 개헌안을 통과시켰다. 이에 따라 사상 초유의 대통령·부통령 직접 선거가 시행되었으며, 이승만 대통령의 당선이 확실시되는 가운데 정당들은 부통령 후보를 두고 치열한 경쟁을 보였다.

## 선출
이북 출신 유권자들의 대변자를 자처하던 조선민주당은 8월 13일 중앙상무집행위원회를 열고 대통령 후보로는 이승만 대통령을 지지하기로 했으며, 부통령 후보로는 당의 최고위원이자 부당수였던 이윤영 장관을 부통령 후보로 지명하였다. 이승만 대통령의 허락을 받은 이윤영 장관은 7월 22일 장관직을 사퇴하고 선거전에 뛰어들었다.

## 같이 보기
- 대한민국 제2대 대통령 선거